# Jade Marcela
Jade Marcela (Giacarta, 22 giugno 1980) è un'ex attrice pornografica e regista statunitense d'origine indonesiana.
Viene indicata a volte come Marcela Jade, Jade, Kristi, Jade Marcella, o Jade Marcellas. Anche sua sorella, Nyomi Marcela, è un'attrice pornografica.

## Carriera
Marcela entrò nell'industria di film per adulti all'inizio del 1999, poco dopo il suo diciottesimo compleanno. Ha interpretato oltre 100 film. Uno dei suoi ruoli più importanti è stato in Snoop Dogg's Doggystyle (2000), film che mescola la musica hip-hop e la pornografia. In praticamente ogni suo film partecipa a scene di sesso anale.
Alcuni suoi film sono Stop! My Ass is on Fire, Ass Worship, Whoriental Sex Academy. In molti suoi primi film appare vestita da scolaretta. Jade ha interpretato una scena d'incesto con la sorella Nyomi nei film Taboo Sisters #1&2.

## Filmografia

### Attrice
- Golden Guzzlers 1 (1997)
- Golden Guzzlers 2 (1998)
- 18 and Nasty 9 (1999)
- American Bukkake 4 (1999)
- Asian New Cummers 2 (1999)
- Asian Street Hookers 5 (1999)
- Backdoor Passes 5 (1999)
- Beach Bunnies with Big Brown Eyes 4 (1999)
- Blowjob Adventures of Dr. Fellatio 17 (1999)
- Blowjob Adventures of Dr. Fellatio 20 (1999)
- Booty Talk 12: Ahh The Sweet Smell Of Pussy (1999)
- Bootylicious 27: Trick-ass Asian Ho's (1999)
- Buffy Malibu's Nasty Girls 19 (1999)
- California Calendar Girls 2 (1999)
- California Cocksuckers 13 (1999)
- Clan 3 (1999)
- Cock Smokers 12 (1999)
- Coed Cocksuckers 13 (1999)
- Color Blind 1 (1999)
- Color Blind 3 (1999)
- Cumm Brothers 21: Return of the Cumm Brothers (1999)
- Dirty Black Fuckers 3 (1999)
- Dirty Dirty Debutantes 19 (1999)
- Dirty Little Sex Brats 4 (1999)
- Dirty Little Sex Brats 9 (1999)
- Erotic Exotics (1999)
- Explicit Desires (1999)
- Filthy Talkin' Cocksuckers 5 (1999)
- Fortune Cookies (1999)
- Four Finger Club 4 (1999)
- Fresh Flesh 8 (1999)
- Freshman Fantasies 22 (1999)
- Gang Bang Angels 6 (1999)
- Gang Bang Angels 8 (1999)
- Gang Bang Slut 7 (1999)
- Gangbang Auditions 2 (1999)
- Gangland 4 (1999)
- Girl's Affair 33 (1999)
- Girls Who Like Girls 4 (1999)
- Gush 1 (1999)
- Gutter Mouths 12 (1999)
- Hardcore Schoolgirls 11 (1999)
- Hardcore Schoolgirls 9 (1999)
- Hollywood Hardcore 5 (1999)
- Hot Bods and Tail Pipe 13 (1999)
- I Luv Asians 7 (1999)
- I Swallow 2 (1999)
- Innocence Lost (1999)
- Jail Babes 12 (1999)
- Kelly the Coed 3 (1999)
- Latinas Debutantes 10 (1999)
- Lewd Conduct 4 (1999)
- Liquid Gold 3 (1999)
- Luciano's Lucky Ladies 1 (1999)
- Max Hardcore Extreme 10 (1999)
- Max Hardcore Extreme 8 (1999)
- Max World 20: That's All Folks (1999)
- Maxed Out 13 (1999)
- Maxed Out 18 (1999)
- My Baby Got Back 18 (1999)
- My Girlfriend Silvia Saint (1999)
- Nasty Nymphos 24 (1999)
- Natural Born Nymphs 5 (1999)
- Naughty Little Nymphos 1 (1999)
- North Pole 8 (1999)
- Only the A-Hole 12 (1999)
- Panty World 7 (1999)
- Perverted Stories 22: Visual Vulgarity (1999)
- Pickup Lines 41 (1999)
- Please 3: The Asian Manifest (1999)
- Puritan Magazine 23 (1999)
- Pussyman's Junior College Assbusters (1999)
- Rocks That Ass 3 (1999)
- Rude Girls 2 (1999)
- Sexual Harassment 1 (1999)
- Shay's World (1999)
- Shut Up and Blow Me 16 (1999)
- Shut Up and Blow Me 19 (1999)
- Taylor Hayes Anal All-Star (1999)
- Trigger (1999)
- University Coeds 19 (1999)
- Up and Cummers 69 (1999)
- Up Your Ass 11 (1999)
- Valentino's Sexual Reality 4: Inside L.A. (1999)
- Video Adventures of Peeping Tom 18 (1999)
- Watcher 3 (1999)
- We Go Deep 2 (1999)
- Wet Cotton Panties 11 (1999)
- YA 13 (1999)
- 72 Cheerleader Orgy (2000)
- Ally McFeal (2000)
- Art Of Seduction (2000)
- Asian Dolls Uncut 8 (2000)
- Asian Hookers (2000)
- Backseat Driver 14 (2000)
- Behind the Counter (2000)
- Big and Small 2 (2000)
- Big Bust (2000)
- Black Up in Her 1 (2000)
- Blowjob Adventures of Dr. Fellatio 23 (2000)
- Captive (2000)
- Chasing the Big Ones 1 (2000)
- Cherry Poppers 18 (2000)
- Chill'in Wit the Mack 1 (2000)
- Coed Cocksuckers 20 (2000)
- Cum Covered 4 (2000)
- Cum Dumpsterz (2000)
- Cumback Pussy 27 (2000)
- Dirty Deeds Done Dirt Cheap 2 (2000)
- Dirty Deeds Done Dirt Cheap 3 (2000)
- DP Divas (2000)
- Dupe (2000)
- Extreme Teen 9 (2000)
- Finally 18 1 (2000)
- Fuck 'em All 3 (2000)
- Gangbang Girl 26 (2000)
- Girls Home Alone 13 (2000)
- Hand Job Hunnies 2 (2000)
- Handjobs 6 (2000)
- Hollywood Hardcore 14 (2000)
- Hot Bods And Tail Pipe 17 (2000)
- Hot Tight Asses 21 (2000)
- Lez Be Asian (2000)
- Live Bait 4 (2000)
- Making Ends Meet (2000)
- Malibu Hookers 1 (2000)
- Miss Piss (2000)
- My Ass 7 (2000)
- New Breed 2 (2000)
- New Breed 3 (2000)
- Only the A-Hole 17 (2000)
- Outrageous Babes (2000)
- Personal Trainer Sluts (2000)
- Planet Max 6 (2000)
- Pornocide 1: In the Company of Whores (2000)
- Pornocide 2: Fall of the House of Ho's (2000)
- Public Pee (2000)
- Pussyman's Ass Busters 1 (2000)
- Rocks That Ass 14: Thunderballs (2000)
- San Fernando Jones and the Temple of Poon (2000)
- Senator's Wife (2000)
- Sex Across America 4 (2000)
- Shanghai Poon (2000)
- Six Degrees Of Seduction 2 (2000)
- Snoop Dogg's Doggystyle 1 (2000)
- Soaking Wet Cotton Panties 6 (2000)
- Soul Survivor (2000)
- Straight A Students 2 (2000)
- Submissive Little Sluts 2 (2000)
- Submissive Little Sluts 3 (2000)
- Submissive Little Sluts 4 (2000)
- There's Something About Jack 5 (2000)
- Titty Fuckers 3 (2000)
- Tunnelvision (2000)
- Ultimate Squirting Machine 4 (2000)
- Under the Cherry Tree 3 (2000)
- United Colors Of Ass 6 (2000)
- Violation of Jade Marcela (2000)
- White Panty Chronicles 16 (2000)
- Whoriental Sex Academy 1 (2000)
- World's Luckiest Jock (2000)
- Young Dumb and Full of Cum 5 (2000)
- Ahso's J.a.p. Attack 5 (2001)
- All Pissed Off 8 (2001)
- Anal Addicts 6 (2001)
- Anal Sluts And Sweethearts 4 (2001)
- Asian Dolls Uncut 9 (2001)
- Asian Fever 1 (2001)
- Asian Mania (2001)
- Asian Mania 2 (2001)
- Ass Worship 1 (2001)
- Babes in Pornland 3: Asian Babes (2001)
- Balls Deep 1 (2001)
- Black Bastard 1 (2001)
- Buttfaced 1 (2001)
- Crazy About Asians 2 (2001)
- Dangerous Games (2001)
- Dark Hart (2001)
- Double Dippin (2001)
- Eager Beavers 3 (2001)
- FantASIANy 4 (2001)
- Fast Times at Deep Crack High 1 (2001)
- Fresh Hot Babes 17: Prick Teasers (2001)
- Geisha Gash 1 (2001)
- Leechee Nuts (2001)
- Live Bait 6 (2001)
- Live Bait 7 (2001)
- Me Luv U Long Time 1 (2001)
- Midnight Angels 2: Sexual Mythologies Of Southern California (2001)
- Midnight Angels 3: Asian Sex Assassins (2001)
- Naughty Little Nymphos 6 (2001)
- Nice Neighbors (2001)
- No Man's Land Asian Edition 2 (2001)
- No Man's Land Asian Edition 3 (2001)
- Oral Adventures of Craven Moorehead 8 (2001)
- Pure Max 6 (2001)
- Pussyman's Fashion Dolls 1 (2001)
- Re-enter Johnny Wadd (2001)
- Rub The Muff 1 (2001)
- Slippery Slopes (2001)
- Sodomania: Slop Shots 10 (2001)
- Sweet Young Thing (2001)
- Teacher's Pet 1 (2001)
- Three's Cumpany (2001)
- To Completion (2001)
- To Completion Too (2001)
- Trashy (2001)
- Tropic of Desire (2001)
- Un-natural Sex 2 (2001)
- Whoriental Sex Academy 3 (2001)
- Will Power (2001)
- 4 A Good Time Call (2002)
- Asian Divas 2 (2002)
- Asian Erotica File 2 (2002)
- Asian Extreme (2002)
- Babes Illustrated 12 (2002)
- Blowjob Fantasies 14 (2002)
- Bottom Feeders 4 (2002)
- Cum Dumpsters 1 (2002)
- Devinn Lane Show 3: Attack of the Divas (2002)
- Eager Beavers 4 (2002)
- Eager Beavers 5 (2002)
- Karma (2002)
- New Adventures of Mr. Tootsie Pole 4: Cock Slurper Party (2002)
- Oral Adventures of Craven Moorehead 13 (2002)
- Pink Crush (2002)
- Please Cum Inside Me 6 (2002)
- Ron Jeremy on the Loose: Viva Ron Vegas (2002)
- Shades of Sex 6 (2002)
- To Completion 4 (2002)
- Up For Grabs 1: Tera Patrick (2002)
- Wall To Wall 72: The Glaze Craze (2002)
- Wet Cotton Panties 20 (2002)
- Woman to Woman 1 (2002)
- Anal Training Camp (2003)
- Asian Hoze (2003)
- Golden Guzzlers 6 (2003)
- Naked Hollywood 16: Brains Or Beauty (2003)
- Oral Adventures of Craven Moorehead 17 (2003)
- Pacific Rim University (2003)
- Planet Max 16 (2003)
- Pussy Pleasure (2003)
- Real Female Orgasms 4 (2003)
- Ron Jeremy on the Loose 4: San Francisco (2003)
- Soaking Wet Cotton Panties 10 (2003)
- Sport Fucking (2003)
- Stop My Ass Is On Fire 10 (2003)
- 100% Blowjobs 27 (2004)
- Amateur Thrills 10 (2004)
- Asian Hoze 2 (2004)
- ATM: Ass Thrusting Machine (2004)
- Born For Porn (II) (2004)
- Me Sucky Fucky 2 (2004)
- Monster Facials 3 (2004)
- Nuttin' Hunnies 1 (2004)
- Redheads Have More Anal Fun (2004)
- Skinny Dip (2004)
- Spin The Booty (2004)
- Teen Angel (2004)
- 2 Fast for Love (2005)
- Brunettes Have More Anal Fun (2005)
- Great Wall of Vagina (2005)
- Luscious Ass Pie (2005)
- White on Rice (2005)
- Assians Have More Anal Fun (2006)
- Breaking and Entering (2006)
- Fists of Fury 4 (2006)
- Jade Marcela's Asian Letters (2006)
- Lust Filled Lesbians (2006)
- My Ass Is Yours 2 (2006)
- Sexy Youth In Asia (2006)
- Tinkle Time 1 (2006)
- Ass Invaders 1 (II) (2007)
- Ass Invaders 2 (2007)
- Blue Ribbon Butt Fucks 2 (2007)
- Frankencock (2007)
- Penthouse Divas (2007)
- Pussy Treasure (2007)
- I Love 'em Asian (2008)
- Massive Black Cocks (2008)
- Only the Best of Teens (2008)
- Asian Coeds (2009)
- Oral All Stars (2009)
- Only The Best Of Sunrise Adams (2011)
- Teenage Assfixiation (2012)
- Pee-Girl-Pee (2013)
- Anal Warfare 12 (2014)
- Goo Tastes Good 2 (2014)
- Peter North's Best Popshots 2 (2014)
- Suck It Out 8 (2014)
- Ass Fucked Asians (2015)

### Regista
- Backdoor Desires (2006)
- Bottle Fed Babes (2006)
- Cream Crazed Cuties (2006)
- Handjob Heaven (2005)
- Juicy Juggs (2006)
- Squirt Factor (2006)